# NGC 4115
NGC 4115 – gwiazda znajdująca się w gwiazdozbiorze Warkocza Bereniki. Zaobserwował ją John Herschel 3 kwietnia 1826 roku i, podejrzewając ją o posiadanie mgławicy, skatalogował jako obiekt typu „mgławicowego”.